# Otra historia de amor (álbum)
Otra historia de amor es el título del segundo álbum de estudio grabado por el cantante y actor mexicano Yahir. Fue lanzado al mercado por la compañía discográfica Warner Music Latina el 6 de julio de 2004. El álbum Otra historia de amor fue producido por Emanuelle Ruffinengo, coproducido por Danilo Ballo, Bob Benozzo y Fabio Pervesi y cuenta con 11 canciones.

## Lista de canciones
| Otra historia de amor |                                   |          |  |
| N.º                   | Título                            | Duración |  |
| 1.                    | «Te amaré»                        | 4:28     |  |
| 2.                    | «La locura»                       | 4:19     |  |
| 3.                    | «Buscando café»                   | 3:49     |  |
| 4.                    | «Fue ella, fui yo»                | 4:38     |  |
| 5.                    | «Conmigo»                         | 4:00     |  |
| 6.                    | «Porque no puedo estar sin ti»    | 3:43     |  |
| 7.                    | «Si te encontrara tras cien años» | 3:52     |  |
| 8.                    | «Toda la vida»                    | 4:27     |  |
| 9.                    | «Dame más»                        | 3:51     |  |
| 10.                   | «Es ella (Para siempre)»          | 3:44     |  |
| 11.                   | «Pasa el tiempo»                  | 4:45     |  |

## Videos
- 2004 - La Locura

- Datos: Q25411717